# Yellow Medicine County
Yellow Medicine County is een county in de Amerikaanse staat Minnesota.
De county heeft een landoppervlakte van 1.963 km² en telt 11.080 inwoners (volkstelling 2000). De hoofdplaats is Granite Falls.